# Fondali Crosia-Pietrapaola-Cariati
Fondali Crosia-Pietrapaola-Cariati este o arie protejată (arie specială de conservare — SAC, sit de importanță comunitară — SCI) din Italia întinsă pe o suprafață de 4.395 ha, integral marine.

## Localizare
Centrul sitului Fondali Crosia-Pietrapaola-Cariati este situat la coordonatele 39°33′58″N 16°52′17″E / 39.566111°N 16.871389°E.

## Înființare
Situl Fondali Crosia-Pietrapaola-Cariati a fost declarat sit de importanță comunitară în septembrie 1995 pentru a proteja un număr necunoscut de specii din flora spontană și fauna sălbatică aflate în arealul zonei. Situl a fost protejat și ca arie specială de conservare în iunie 2017.

## Biodiversitate
Situată în ecoregiunea mediteraneană, aria protejată conține 2 habitate naturale: Straturi cu Posidonia (Posidonion oceanicae), Bancuri de nisip acoperite în permanență slab de apă marină.
La baza desemnării sitului se află un număr nedeclarat de specii protejate: